# Sematophyllum angusticybeum
Sematophyllum angusticybeum är en bladmossart som beskrevs av Brotherus 1925. Sematophyllum angusticybeum ingår i släktet Sematophyllum och familjen Sematophyllaceae. Inga underarter finns listade i Catalogue of Life.